# 天主教欧里纽斯教区
天主教歐里紐斯教區（拉丁語：Dioecesis Parvauratana），是巴西一個天主教教區，包括聖保羅州中部三十七市，屬博圖卡圖總教區。
教區成立於1952年2月16日，2004年有教友147,305人，佔總人口50.0%。有三十個堂區、司鐸三十九人。現任教區主教為薩爾瓦多·帕魯佐。